# Paris-Roubaix de 1963
A 61.ª edição da Paris-Roubaix teve lugar a 7 de abril de 1963 e foi vencida pelo belga Emile Daems, que foi segundo no ano anterior. Impôs-se batendo ao sprint a um grupo de 11 corredores.

## Classificação final
| Posição | Ciclista          | Equipa                   | Tempo      |
| ------- | ----------------- | ------------------------ | ---------- |
| 1       | Emile Daems       | Peugeot-BP               | 7h 03' 33" |
| 2       | Rik van Looy      | GBC-Libertas             | m. t.      |
| 3       | Jan Janssen       | Pelforth-Sauvage-Lejeune | m. t.      |
| 4       | Marcel Janssens   | Solo-Terrot              | m. t.      |
| 5       | Armand Desmet     | Faema-Flandria           | m. t.      |
| 6       | Raymond Poulidor  | Mercier-BP-Hutchinson    | m. t.      |
| 7       | Peter Post        | Dr. Mann                 | m. t.      |
| 8       | Tom Simpson       | Peugeot-BP               | m. t.      |
| 9       | Arthur Decabooter | Solo-Terrot              | m. t.      |
| 10      | Jozef Planckaert  | Faema-Flandria           | m. t.      |